# Kopili
Der Kopili ist ein linker Nebenfluss des Brahmaputra in den indischen Bundesstaaten Meghalaya und Assam.
Der Kopili entspringt im Meghalaya-Hochland. Der Fluss wird im Oberlauf von der Kopili-Talsperre aufgestaut. Der Kopili überquert die Grenze zu Assam und durchfließt anschließend in einem Linksbogen das Tiefland von Assam. Der Fluss passiert die Stadt Kampur und setzt seinen Lauf in westlicher Richtung fort. Er erreicht schließlich 25 km östlich von Guwahati das Südufer des Brahmaputra. Kurz vor der Mündung trifft der Digaru von links auf den Kopili.
Der Kopili hat eine Länge von 256 km. Sein Einzugsgebiet umfasst 15.800 km².